# Four Seasons Hotel & Tower
De Four Seasons Hotel & Tower, ook bekend als het Four Seasons Hotel Miami, is een wolkenkrabber in Miami, Verenigde Staten van de hotelketen Four Seasons Hotels and Resorts. De bouw van de toren, die gelegen is aan 1441 Brickell Avenue, begon in 2000 en werd in 2003 voltooid, voor een bedrag van $225 miljoen. Met zijn 240,41 meter is dit het hoogste gebouw in Miami.

## Ontwerp
De Four Seasons Hotel & Tower is 240,41 meter hoog en telt 64 verdiepingen. Het heeft een totale oppervlakte van 167.224 vierkante meter en biedt plaats aan 934 parkeerplaatsen. Het gebouw bevat naast een Four Seasons Hotel van 221 kamers, inclusief 39 suites, ook 185 appartementen en 8 penthouses.
Verder biedt het gebouw plaats aan 21.368 vierkante meter kantoorruimte en 1.126 vierkante meter aan detailhandel. Faciliteiten als fitnessruimtes, een spa en restaurants zijn ook in het gebouw te vinden. Het dakterras van 6.039 vierkante meter bevat zonnedekken, zwembaden en door Dan Kiley ontworpen tuinen.
De Four Seasons Hotel & Tower is door Handel Architects in modernistische stijl ontworpen en heeft een gevel van glas en metaal. Het podium dat de parkeergarage herbergt is bekleed met stenen panelen. De lobby bevat een waterval met een hoogte van 24 meter.